# Račišće
Račišće falu Horvátországban, Dubrovnik-Neretva megyében. Közigazgatásilag Korčula városához tartozik.

## Fekvése
Makarskától légvonalban 35 km-re délre, Korčula városától kégvonalban 9, közúton 13 km-re nyugatra, Korčula szigetének keleti felén, az északi parton fekvő azonos nevű öbölben fekszik. Korčula városából a tengerparton haladó aszfaltozott úton közelíthető meg.

## Története
A régészeti leletek tanúsága szerint Račišće területe már az őskorban is lakott volt. A Račišćétől nyugatra fekvő Samograd-öböl feletti azonos nevű hegy keleti lejtőjén található Samograd-barlangból az 5500 éves hvari kultúrából származó cseréptöredékek kerültek elő. A barlangot 1894-ben említik először és az 1950-es években tárták fel Marinko Gjivoje és Srečko Bozičević barlangászok. 1952-ben Grga Novak vezetésével régészeti feltárások folytak a két nagyobb teremből álló barlangban, ekkor kerültek elő az újkőkori leletek. A barlanghoz nem vezet út, csak a faluból egy ösvény, illetve Račišćéből tengeri úton közelíthető meg.
A szigeten élő első ismert nép az illírek voltak, akik az i. e. 2. évezredben jelennek meg. A magaslatokon épített erődített településeken éltek, melyek nyomai Korčula szigetének mintegy harminc pontján találhatók meg. Halottaikat kőből rakott halomsírokba temették, melyek általában szintén magaslatokon épültek. Az illírek i. e. 30-ig uralták a szigetet, amikor Octavianus hadai végső győzelmet arattak felettük. A római légionáriusok a sziget több pontján letelepedtek magukkal hozva kultúrájukat, életmódjukat, szokásaikat. A római villagazdaságokban nagy mennyiségű gabonát, olívaolajat, bort, sózott halat és más élelmiszert állítottak elő, melyekkel élénk kereskedelmet folytattak. Ezek a tágas, kényelmesen berendezett épületek központi fűtéssel, díszes mozaikpadlóval, luxustárgyakkal rendelkeztek. Ókori régészeti lelőhelyek találhatók a település határában a Pudarica-öbölben és Lukán is. Kneža területén római mozaik, Banján pedig római épületmaradványok kerültek elő.
Račišće a sziget újabban alapított települései közé tartozik. Az öböl ahol fekszik a 17. századig lényegében lakatlan volt, ugyanis a középkor folyamán állandó kalóztámadás veszélyének volt kitéve, ezért a lakosság többnyire a sziget belsejében alapított településeken élt. A kandiai és a moreai háború idején Hercegovinából, valamint Makarska vidékéről a török hódítás elől menekülő lakosság telepedett le itt. Lakói főként halászattal foglalkoztak. Nem sokkal letelepedésük után 1682-ben felépítették a Segítő Szűzanya tiszteletére szentelt templomukat. Spanić korčulai püspök 1697-ben káplánt helyezett ide a hitélet irányítására, majd 1722-ben Marin Drago püspök megalapította a račišćei Szent Miklós plébániát. A névválasztás a település lakóinak foglalkozásához igazodott, hiszen Szent Miklós a halászok, a tengerészek és utazók védőszentje volt, Račišće pedig elsősorban ügyes halászairól és hajósairól volt nevezetes. Hajóflottája a 19. század végére már mintegy negyven, trabakulának nevezett vitorláshajóból állt, melyek az egész Adria és a Földközi-tenger partvidékét bejárták. Ez az időszak Račišće aranykora, melynek egyetlen fennmaradt emléke a hosszú, széles rakpart és a móló.
A velencei uralomnak 1797-ben vége szakadt és osztrák csapatok vonultak be Dalmáciába. 1806-ban rövid időre az osztrákokat legyőző franciák uralma alá került, de 1813-ban újra az osztrákoké lett. A településnek 1857-ben 436, 1910-ben 941 lakosa volt. 1918-ban az új szerb-horvát-szlovén állam, majd később Jugoszlávia része lett. A második világháború idején 1941 és 1943 között olasz megszállás alatt volt. A háború után a szocialista Jugoszlávia része lett. A plébániát 1820-ban építették, de 1945-ben a kommunista hatóságok közcélra lefoglalták. Itt rendezkedett be a helyi önkormányzat, a posta és néhány lakást alakítottak ki benne. A plébánosnak el kellett mennie a településről és csak 1966-ban térhetett vissza. Račišće 1955-ben az újraszervezett Korčula községhez került. A  független Horvátország megalakulása utáni közigazgatási reform alkalmával, 1993-ban Korčula városához csatolták. 2011-ben 432 lakosa volt, akik főként hajózásból, halászatból és az utóbbi időben a turizmusból éltek. A településen iskola és posta működik.

## Népesség
| Lakosság változása | Lakosság változása | Lakosság változása | Lakosság változása | Lakosság változása | Lakosság változása | Lakosság változása | Lakosság változása | Lakosság változása | Lakosság változása | Lakosság változása | Lakosság változása | Lakosság változása | Lakosság változása | Lakosság változása | Lakosság változása |
| ------------------ | ------------------ | ------------------ | ------------------ | ------------------ | ------------------ | ------------------ | ------------------ | ------------------ | ------------------ | ------------------ | ------------------ | ------------------ | ------------------ | ------------------ | ------------------ |
| 1857               | 1869               | 1880               | 1890               | 1900               | 1910               | 1921               | 1931               | 1948               | 1953               | 1961               | 1971               | 1981               | 1991               | 2001               | 2011               |
| 436                | 491                | 591                | 776                | 834                | 941                | 941                | 928                | 995                | 1057               | 945                | 644                | 511                | 456                | 468                | 432                |

## Nevezetességei
- Szent Miklós tiszteletére szentelt plébániatemploma 1907-ben épült Ćiril Iveković tervei szerint. A helyén már korábban is egy kisebb templom állt, melyet 1794-ben építettek. Az új templom felszentelése 1907. szeptember 1-jén történt. 1992-ben megújították.[4]
- A temetőben álló Szent Balázs templomot 1886-ban építették, 1997-ben megújították.
- A knežei településrészen álló Kis Jézusról nevezett Szent Teréz tiszteletére szentelt templomot 1936-ban kezdték építeni, de az építés félbemaradt. Csak 1997-ben folytatták az építését és 2003-ra tudták befejezni. Felszentelése 2003. október 1-jén történt.
- A Segítő Szűzanya templom a település legrégibb temploma volt. 1682-ben építették nem sokkal Račišće alapítása után. Ma használaton kívül, rossz állapotban áll.[5]
- A falu közelében található Žukovica-barlang. A régészeti kutatások igazolták az itt lakó őskori népesség folytonosságát. Eddigi a legősibb réteg valószínűleg a mezolitikumra tehető. A barlangban ugyancsak megtalálhatók korai neolitikum (impresso kerámiák) és a középső neolitikum (Vela Luka kultúra) rétegei. A legintenzívebb élet Žukovicában a hvari-kultúra klasszikus szakaszában zajlott. Számos kerámiatöredék a hvari-kultúra kőrézkori fázisának, néhány pedig a korai bronzkornak tulajdonítható. A Žukovica olyan helyen található, ahonnan a legrövidebb az átkelés a hajóforgalom szempontjából nagy fontosságú Pelješac-csatornán. Tágabb kontextusban az Appennini-félsziget és a Közép-Balkán között folyó transzadriai kommunikáció egyik lényeges pontja volt.[6]

## Oktatás
A településen a korčulai alapiskola alsótagozatos iskolája működik.